# NGC 1996
NGC 1996 je zvjezdana skupina (*Grp) u zviježđu Biku. 

## Vanjske poveznice
- SEDS: NGC 1996